# Списък на условните обозначения на НАТО за АПЛ и експериментални ПЛ
- Атомни атакуващи подводни лодки – Атомни подводни лодки предназначени за броба с ПЛ на противника.
 (рус. Подводная лодка атомная – ПЛА)
  - „Ноември“ (November) (Проект 627 – клас „Кит“)
  - „Ехо“ (Echo)
  - „Виктор“ (Victor I)
    - Victor I (Проект 671 – калс „Ёрш“)
    - Victor II (Проект 671РТ – клас „Сьомга“)
    - Victor III (Проект 671РТМ – клас „Щука“)

  - „Алфа“ (Alfa) (Проект 705 – клас „Лира“)
  - „Майк“ (Проект 685 – клас „Плавник“)
  - „Сиера I“ (Sierra I) (Проект 945 – клас „Баракуда“)
  - „Сиера II“ (Sierra II) (Проект 945A – клас „Кондор“)
  - „Акула“ (Akula)
    - Akula I (Проект 971 – клас „Щука-Б“)
    - Akula II (клас „Нерпа“)

  - „Северодвинск“ (Severodvinsk) (Проект 885)

- Атакуващи подводни лодки – Дизел-електрически подводни лодки предназначени за борба с ПЛ на противника.
(рус. Подводная лодка – ПЛ)

- - "ПЛ клас "Zulu"" (Проект 611)
  - "ПЛ клас "Whiskey"" (Проект 613)
  - "ПЛ клас "Quebec"" (Проект A615)
  - "ПЛ клас "Golf"" (Проект 629)
  - "ПЛ клас "Golf SSQ""
  - "ПЛ клас "Romeo"" (Проект 633)
  - "ПЛ клас "Foxtrot"" (Проект 641)
  - "ПЛ клас "Tango"" (Проект 641B – клас „Сом“)
  - "ПЛ клас "Foxtrot II""
  - "ПЛ клас "Kilo"" (Проект 877)
  - ПЛ клас Kilo
  - "ПЛ клас "Improved Kilo"" (Проект 636)

- Експериментални подводни лодки
  - "ПЛ клас "Bravo"" (Проект 690 – клас „Кефал“)
  - "ПЛ клас "India"" (Проект 940 – клас „Ленок“)
  - "ПЛ клас "Lima"" (Проект 1840)
  - "ПЛ клас "Beluga"" (Проект 1710)
  - "ПЛ клас "Yankee-Stretch""
  - "ПЛ клас "Yankee-Pod""